# Ligne de Saverne à Rastatt
Cet article court présente un sujet plus développé dans : Ligne de Steinbourg à Schweighouse-sur-Moder et Ligne de Haguenau à Rœschwoog et frontière.
Les anciens trains reliant Saverne en Alsace à Rastatt dans le Bade-Wurtemberg empruntaient les lignes :
- Ligne de Paris-Est à Strasbourg-Ville entre Saverne et Steinbourg (Numéro officiel 070 000, mise en service ici 1851) ;
- Ligne de Steinbourg à Schweighouse-sur-Moder en totalité (numéro officiel 160 000, mise en service 1877 de Steinbourg à Bouxwiller et 1881 à Schweighouse) ;
- Ligne de Haguenau à Hargarten - Falck entre Schweighouse-sur-Moder et Haguenau (numéro officiel 159 000, mise en service 1864) ;
- Ligne de Haguenau à Rœschwoog et frontière en totalité (numéro officiel 150 000, mise en service 1895) ;
- Rheinbahn (Baden), de la frontière à Rastatt.

Il existait également une bifurcation, la ligne de Bouxwiller à Ingwiller (numéro officiel 162 000, mise en service 1889). 